# Prana
Prana (Sanskrit, m., प्राण, prāṇa, Lebensatem, Lebenshauch) bedeutet im Hinduismus „Leben, Lebenskraft“ oder „Lebensenergie“. Prana ist vergleichbar mit Qi im alten China, Ki in Japan oder dem tibetischen Lung.

## Prana im Yoga und im Hinduismus
Eine besonders große Rolle spielt der Begriff Prana im Yoga, er findet jedoch schon in den Brahmanas und den Upanishaden Erwähnung. In den Brahmanas wird in Fortsetzung zu den Upanishaden der Versuch unternommen, eine Unterscheidung zwischen den sichtbaren und unsichtbaren Bestandteilen des Menschen vorzunehmen. Im Gegensatz zu den fünf sterblichen Bestandteilen – die da sind Haare, Haut, Fleisch, Knochen und Mark – werden häufig die fünf unsichtbaren Bestandteile des Menschen wie Denken (Manas), Reden, Atem (Prana), Sehen und Hören genannt und als unsterbliche Bestandteile bezeichnet. In dieser Vorstellung wird der Atem als zentrale Lebenskraft gedacht, und deshalb werden in den Brahmanas gerade diese fünf Lebenselemente auch als Pranas bezeichnet.
Im Raja Yoga dienen die Atemübungen (Pranayama) der Zusammenführung von Körper und Geist durch die Atmung. Prana ist jedoch mehr als „nur“ Atem oder Luft. Im Yoga wird das Arbeiten mit Atem und Luft als Zugang zum Prana, das heißt der Lebensenergie und ihrer Manifestation im Körper begriffen. Den Vorstellungen des Yoga zufolge zirkuliert Prana im Körper durch ein System von Kanälen (Nadi).
In den Upanishaden steht die Atemlehre in engem Zusammenhang mit der Vorstellung vom Atman (Seele). Prana durchzieht jedes Leben, ist aber nicht der Atman oder das individuelle Selbst. In der Kaushitaki-Upanishad heißt es:
Ich bin der Atem (prana). Als den aus Erkennen bestehenden Atman, als Leben, als Unsterblichkeit verehre mich. Der Atem ist Leben und das Leben ist Atem. Denn solange der Atem in diesem Körper weilt, solange weilt auch das Leben.
Wird Prana dynamisch, d. h. wenn die Lebenskraft ein Niveau erreicht, bei dem sie ein Eigenleben erhält, so wird sie in Indien als Kundalini bezeichnet.

## Definition nach Spalding
Der amerikanische spirituelle Schriftsteller Baird Thomas Spalding (1857–1953) beschrieb Prana als »eines der Elemente des Geistes, denn Geist ist nicht bloß Energie, sondern Intelligenz und Substanz«. Ihm zufolge sei es feiner als Äther, was im Gegensatz zur westlichen Auffassung stehe, wo der Äther dem Prana gleichgesetzt werde. Dennoch bestehe ein »Unterschied in der Feinheit und der Aktion von Prana und von Äther«. Letzterer sei im Entstehen begriffen, wohingegen Prana immer aktiv sei. »Äther ist werdendes Prana, oder der Offenbarung zuwachsendes Prana.« Spalding war der Auffassung, dass alle feineren Naturkräfte (Elektrizität und die anderen sich bewegenden Elemente der Schöpfung) Unterabteilungen und Vermittler seien, in welchen und durch welche Prana wirke.